# You Are the Quarry
You Are the Quarry è il settimo album in studio del cantante inglese Morrissey.
Pubblicato il 17 maggio del 2004 dalla Sanctuary/Attack Records, il disco ha debuttato al numero due nella classifica degli album nel Regno Unito e alla posizione numero 11 negli Stati Uniti, la più alta della sua carriera solista.

## Realizzazione
"Sono stato preda (quarry, ndr) per tanti anni. E le persone mi hanno colpito così in modo ripetuto. Quindi sì, mi sento molto ferito. Ma questa volta sento che l'album rappresenta qualcosa che in realtà è più profondo di una pura vendetta e riesce ad elevarsi al di sopra e a risolvere tutti quei vecchi conti. Mi sento come se fossi stato in qualche modo vittima. Il che non è davvero divertente." (Morrissey intervistato dal Melody Maker, 1997)
Questo disco, il primo in sette anni, è per molti versi unico rispetto ai lavori precedenti di Morrissey. Musicalmente, la produzione di Jerry Finn, dona all'album un suono molto tradizionale, quasi mainstream e con melodie a metà tra il rock classico e l'indie, tanto che, il primo singolo Irish Blood, English Heart, diviene il più venduto dal cantante nel Regno Unito, raggiungendo la posizione numero 3 nella Official Singles Chart.
Nell'ottobre 2004, l'etichetta (Attack), ha pubblicato una nuova versione dell'album, denominata Deluxe Edition. Due dischi, il secondo del quale, raccoglie le nove b-sides dei primi tre singoli estratti dall'album, più un dvd con i video promozionali dei singoli e delle esibizioni dal vivo, durante lo show televisivo americano The Late Late Show, condotto da Craig Kilborn.

## Copertina
La copertina ritrae Morrissey in posa da gangster anni '40, con tanto di mitraglietta in mano, fotografato da Greg Gorman. Negli Stati Uniti e in Canada, la foto è stata ritagliata per non mostrare la pistola.

## Tracce
1. America Is Not the World - 4:03
2. Irish Blood, English Heart - 2:37
3. I Have Forgiven Jesus - 3:41
4. Come Back to Camden - 4:14
5. I'm Not Sorry - 4:41
6. The World Is Full of Crashing Bores - 3:51
7. How Can Anybody Possibly Know How I Feel? - 3:25
8. First of the Gang to Die - 3:38
9. Let Me Kiss You - 3:30
10. All the Lazy Dykes - 3:31
11. I Like You - 4:11
12. You Know I Couldn't Last - 5:51

## Deluxe edition

### CD
1. America Is Not the World - 4:03
2. Irish Blood, English Heart - 2:37
3. I Have Forgiven Jesus - 3:41
4. Come Back to Camden - 4:14
5. I'm Not Sorry - 4:41
6. The World Is Full of Crashing Bores - 3:51
7. How Can Anybody Possibly Know How I Feel? - 3:25
8. First of the Gang to Die - 3:38
9. Let Me Kiss You - 3:30
10. All the Lazy Dykes - 3:31
11. I Like You - 4:11
12. You Know I Couldn't Last - 5:51
13. Don't Make Fun of Daddy's Voice - 2:53
14. It's Hard to Walk Tall When You're Small - 3:32
15. Teenage Dad on His Estate - 4:08
16. Munich Air Disaster 1958 - 2:30
17. Friday Mourning - 4:08
18. The Never-Played Symphonies - 3:03
19. My Life Is a Succession of People Saying Goodbye - 2:55
20. I Am Two People - 3:55
21. Mexico - 4:06

### DVD
1. Irish Blood, English Heart (video)
2. First of the Gang to Die (video)
3. First of the Gang to Die (The Late Late Show, 22 luglio 2004)
4. I Have Forgiven Jesus (The Late Late Show, 22 luglio 2004)
5. Let Me Kiss You (The Late Late Show, 22 luglio 2004)

## Formazione
- Morrissey – voce
- Alain Whyte - chitarra, voce
- Boz Boorer – chitarra
- Gary Day – basso
- Dean Butterworth – batteria
- Roger Manning - tastiere